# Halli Galli

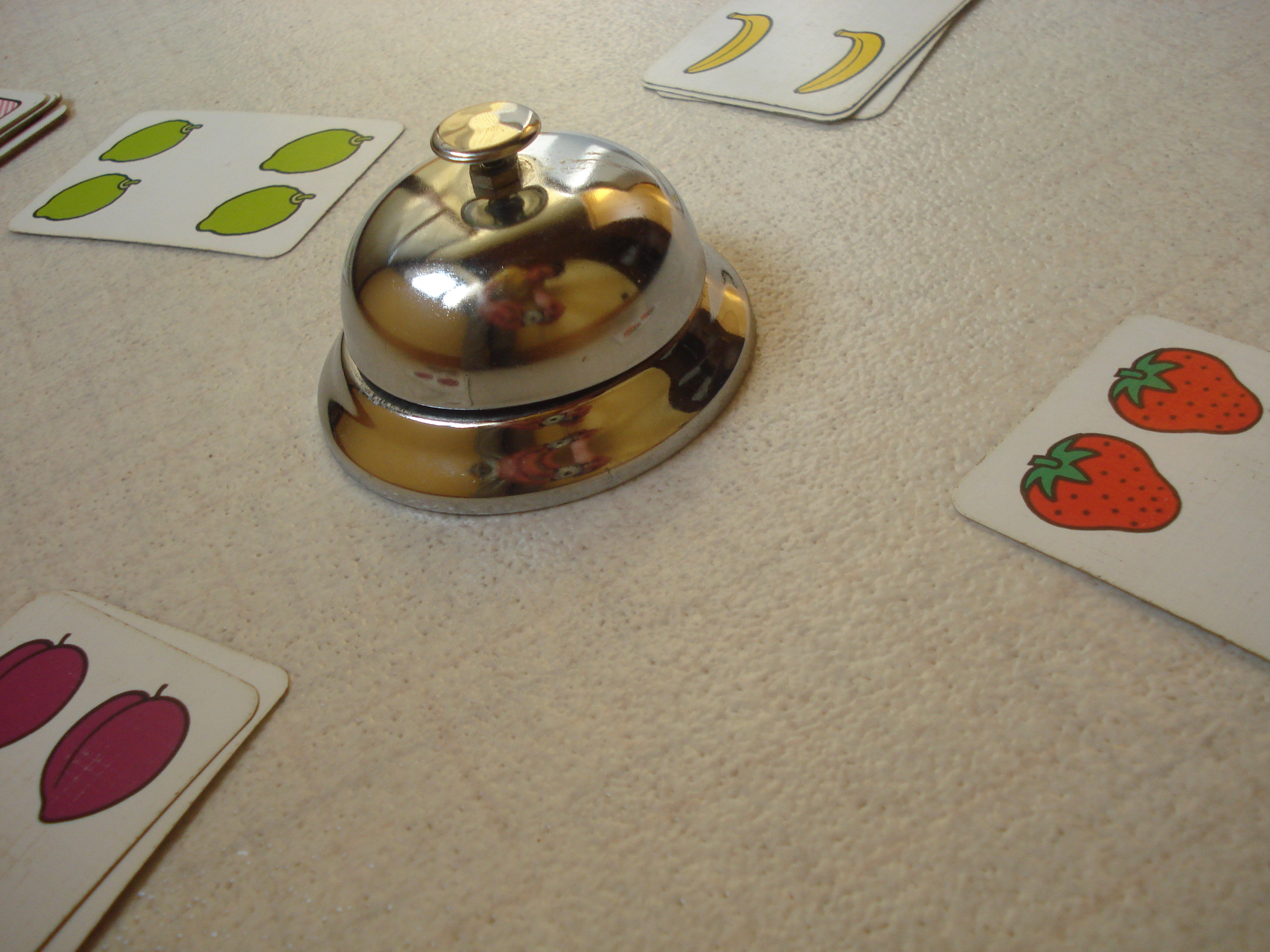
Voorbeeld van het spel

Halli Galli (het spel met de bel) is een kaartspel uitgegeven door 999 Games, waarbij het de bedoeling is om alle kaarten te verzamelen door zo snel mogelijk op de bel te drukken. Het spel duurt ±15 minuten en is te spelen voor kinderen vanaf 6 jaar; van 2 tot 6 spelers.

## Spelverloop
Elke speler draait om de beurt een kaart om van zijn gedekte stapel.
Wanneer er precies 5 van dezelfde vrucht zijn afgebeeld moet je zo snel mogelijk op de bel drukken. Wie als eerste heeft gedrukt mag alle omgedraaide kaarten oprapen en onderaan zijn gedekte stapel steken. Hij moet nu als eerste terug een kaart omdraaien. enz.
Vanaf het moment dat de gedekte stapel van een speler op is, moet hij afwachten totdat er 5 van dezelfde soort zichtbaar zijn. Als hij dan als eerste kan bellen, mag hij de openliggende kaarten oprapen en terug meespelen. Als hij te traag is geweest, ligt hij uit het spel.
Wanneer een speler belt als dit niet toegelaten is (wanneer er minder of meer dan 5 van dezelfde soort zichtbaar zijn) moet hij elke medespeler één kaart van zijn gedekte stapel geven.
De winnaar is diegene die alle kaarten heeft verzameld.

## Andere versies
999 Games heeft nog 3 andere versies uitgebracht:
- Een junior-versie voor kinderen vanaf 4 jaar
- Halli Galli Extreme
- Een speciale kerst-editie